# ميخائيل هارفي (لاعب تايكوندو)
ميخائيل هارفي (بالإنجليزية: Michael Harvey)‏ هو لاعب تايكوندو بريطاني، ولد في 21 سبتمبر 1989 في مانشستر في المملكة المتحدة.

## وصلات خارجية
- ميخائيل هارفي على موقع TaekwondoData.com (الإنجليزية)
- ميخائيل هارفي على موقع أوليمبيديا (الإنجليزية)
- ميخائيل هارفي على موقع اللجنة الأولمبية البريطانية (الإنجليزية)